# گووس ندرهورست
گووس ندرهورست (هلندی: Guusje Nederhorst; زاده ۴ فوریهٔ ۱۹۶۹ – درگذشته ۲۹ ژانویهٔ ۲۰۰۴) هنرپیشه، خواننده اهل هلند بود.